# Kven
La llengua kven (kveenin kieli, o com s'ha proposat recentment, kainun kieli) és una llengua ugrofinesa, parlada sobretot per la minoria kven del nord de Noruega. El 2005 el govern noruec va publicar un informe on s'estimava el nombre de parlants de kven d'entre 2000 i 8000 persones. Lingüísticament parlant, la llengua kven és un dialecte mútuament intel·ligible del finès, però per raons polítiques i històriques el govern noruec va concedir-li l'any 2005 l'estatus de llengua minoritària a Noruega en ratificar la Carta Europea de les Llengües Regionals o Minoritàries.
Els parlants de les llengües kven, meänkieli, kareliana i finesa es poden entendre entre si sense gaire dificultat.